# Бустаманте, Давид
Давид Бустаманте (исп. David Bustamante; род. 25 марта 1982; известный также просто как Бустаманте) — испанский певец.

## Биография

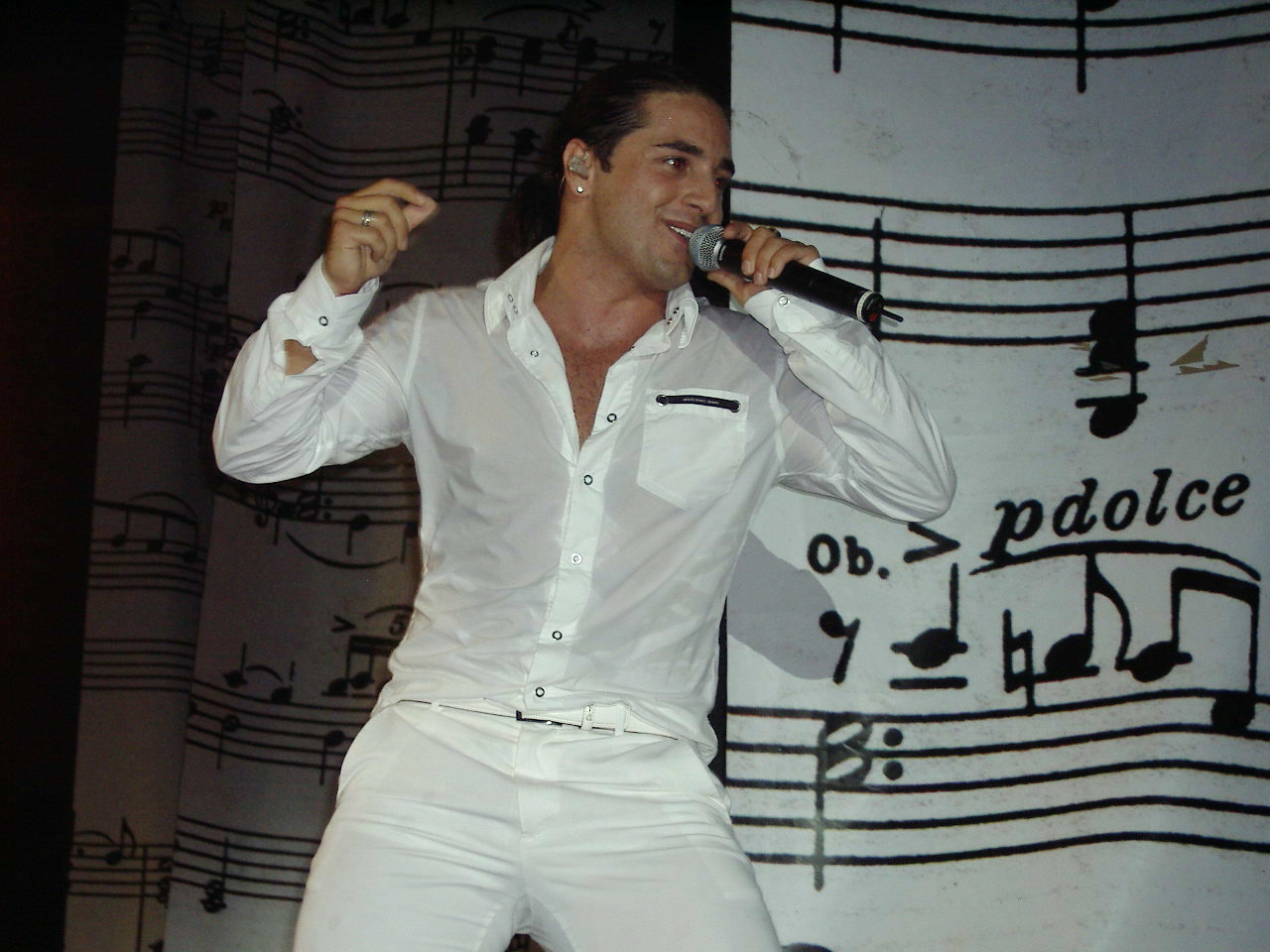
На концерте в 2005

Все началось с того, как он в феврале 2002 стал одним из 3 финалистов испанского телешоу «Идол» под названием «Operación Triunfo». В мае того же года он выпустил дебютный альбом «Bustamante», который стал 7ми платиновым по итогам продаж. Также в поддержку альбома Давид дал около 70 концертов по всей Испании. ноябре 2003 вышел второй альбом «Asi soy yo», а Давид посетил Латинскую Америку и дал там несколько концертов.
Выпущенный 3 ноября 2007, альбом «Al filo de la irrealidad» долго не сходил с верхних позиций чартов в Испании, а в 2008 он был выпущен и в США.
2 марта 2010 года вышел новый альбом Бустаманте «A contracorriente».
14 февраля 2011 года Давид Бустаманте провёл свой первый онлайн видеочат с использованием сервиса Twitcam сети микроблогов Twitter.

## Дискография
| Альбом |
| --- |
| Bustamante - Выпущен: 22 мая, 2002 (Испания), 22 апреля, 2003 (США) - Продажи: 700 000 копий. (7ми платиновый) # 1            |
| Así soy yo - Выпущен: 12 декабря, 2003 (Испания), 10 февраля, 2004 (США) - Продажи: 250 000 копий. (2х платиновый) # 1        |
| Caricias al alma - Выпущен: 22 мая, 2005 (Испания), 2 августа, 2005 (США) - Продажи: 150 000 копий. (Платиновый) # 1          |
| Pentimento - Выпущен: 13 июня, 2006 (Испания), 2 октября, 2006 (США) - Продажи: 100 000 копий. (Платиновый) # 1               |
| Al Filo de la Irrealidad - Выпущен: 13 ноября, 2007 (Испания), 3 марта, 2008 (США) - Продажи: 100 000 копий. (Платиновый) # 1 |
| A contracorriente - Выпущен: 2 марта, 2010 (Испания) - Продажи: 30 000 копий (по состоянию на 20.12.2010). (Золотой) # 1      |